# Предоставяне на финансови услуги, без застраховане и допълнително пенсионно осигуряване
Финансовите услуги, без застраховане и допълнително пенсионно осигуряване, са подотрасъл на финансовите услуги.
Той обхваща дейността на банките и други предприятия за парично посредничество, на холдингите и инвестиционните фондове, на предприятията за финансов лизинг, както и други дейности, като търговията за собствена сметка на финансовите пазари, факторинг, суап, хеджиране.